# Aristide Maillol

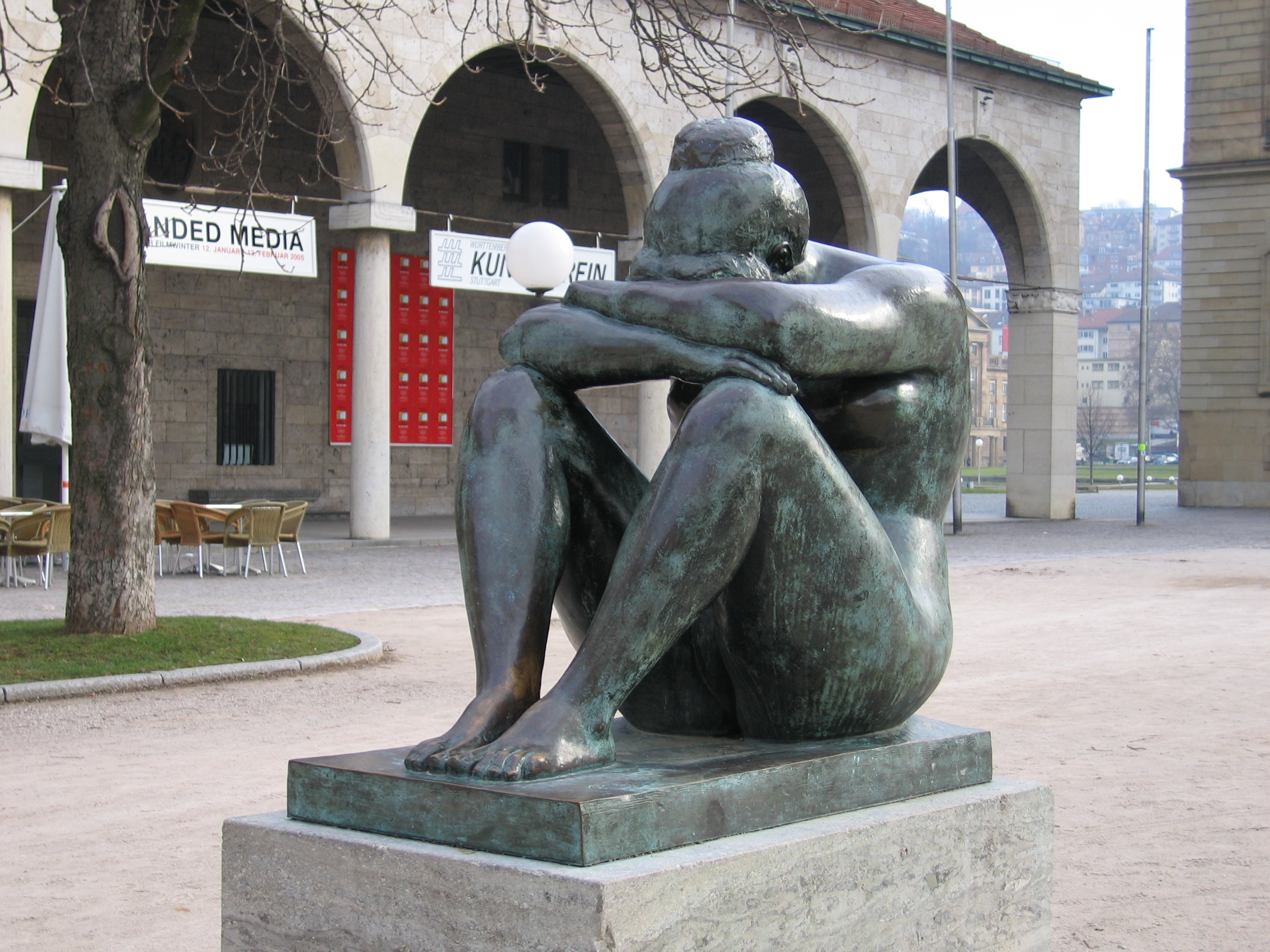
La Nuit (1909), Stuttgart

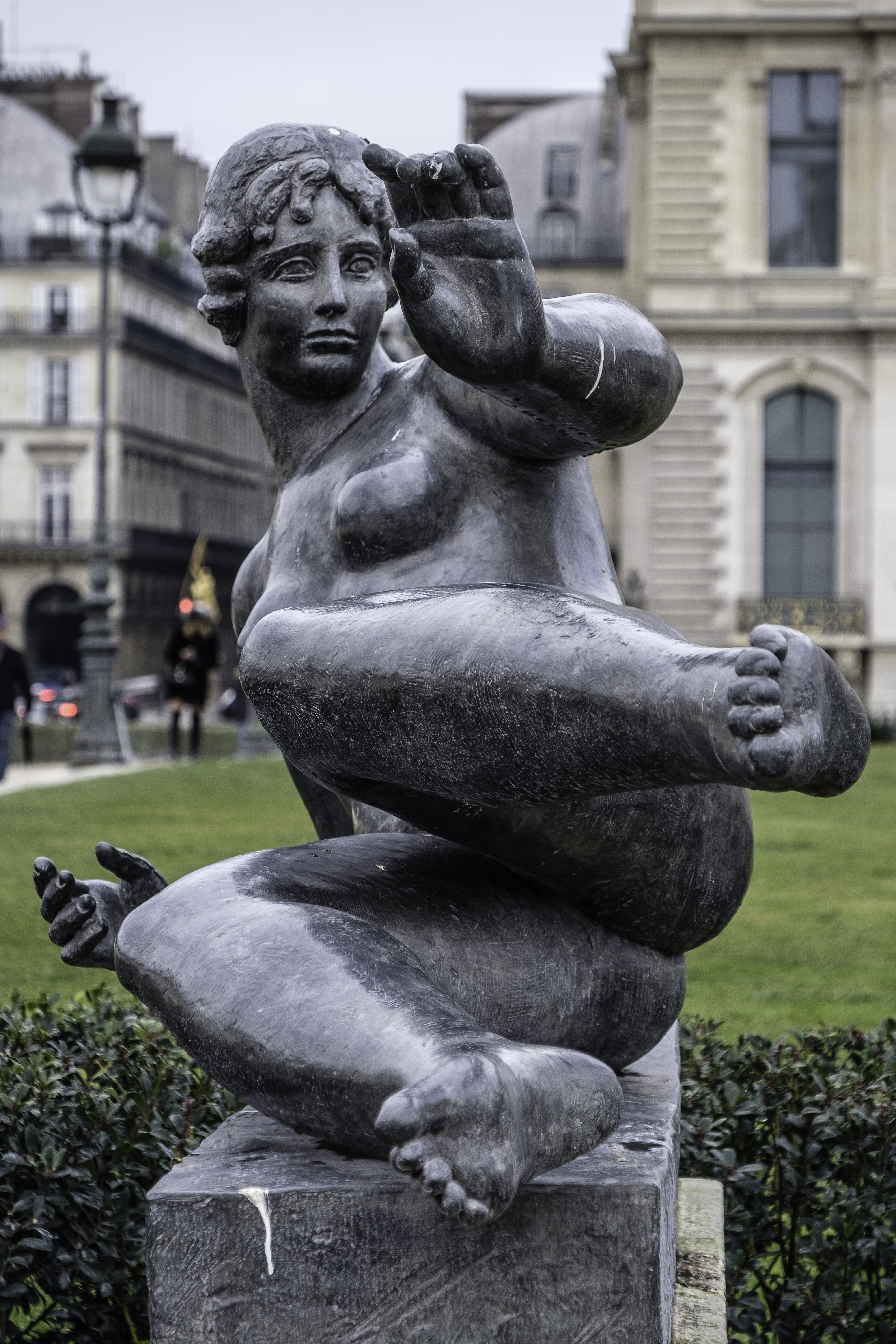
L'Air (1939), Jardin des Tuileries, Parijs

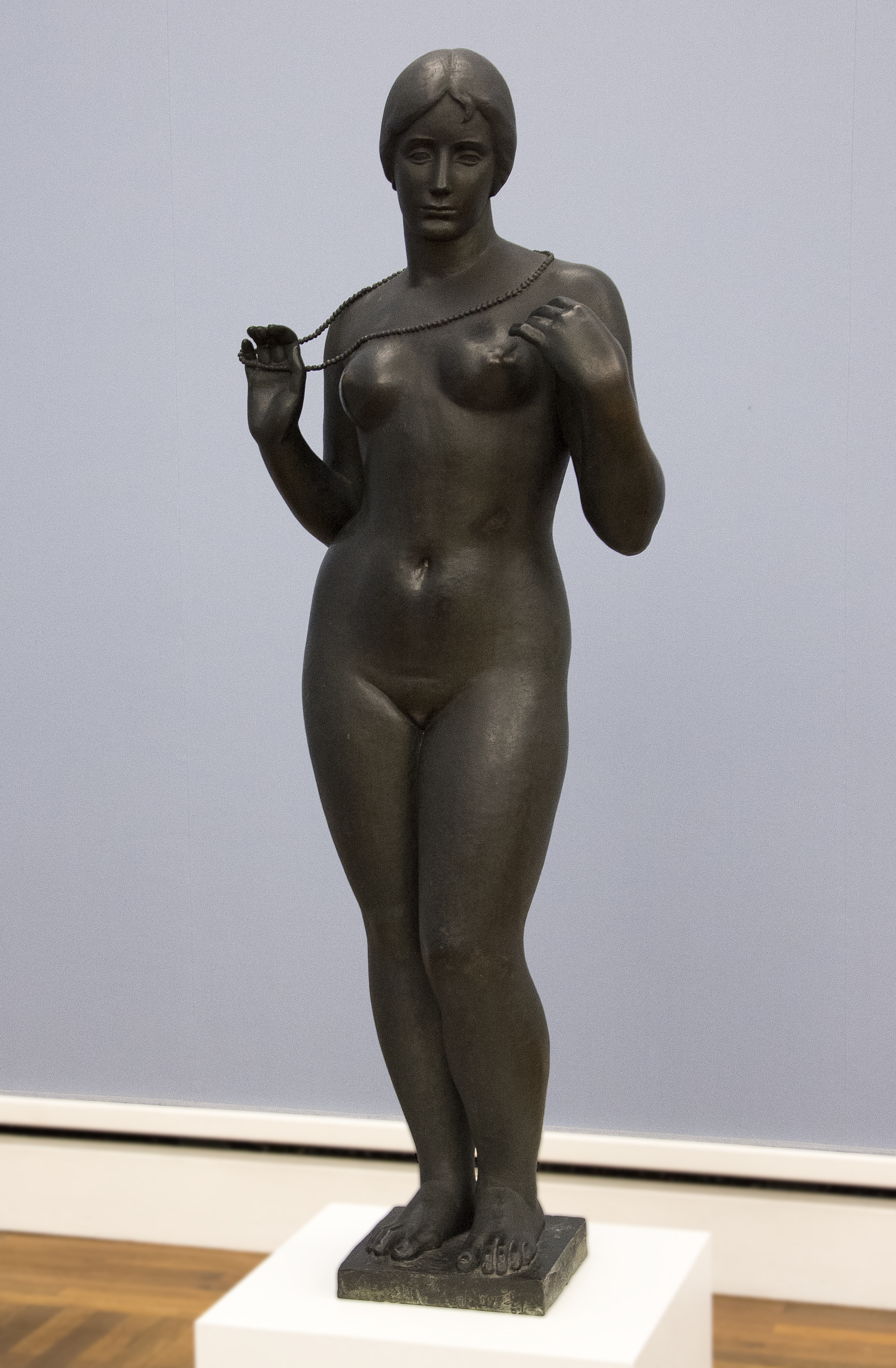
Venus met halssnoer, Neue Pinakothek

Aristide Joseph Bonaventure Maillol (Banyuls-sur-Mer, 8 december 1861 – aldaar, 27 september 1944) was een Franse beeldend kunstenaar. Hij was beeldhouwer, schilder, medailleur, tekenaar, houtsnijder, lithograaf, tapijtontwerper en etser.

## Leven en werk
Maillol werd geboren in de Franse landstreek Roussillon, nabij de Spaanse grens bij de Middellandse Zee. Hij kwam uit een familie van wijnboeren, vissers en smokkelaars. Zijn moedertaal was het Catalaans en hij sprak Frans met een sterk accent.
Vroege periode
Hij studeerde vanaf 1881 schilderkunst in Parijs. In eerste instantie werd hij niet toegelaten tot de École des Beaux-Arts met het advies eerst een basisopleiding te volgen aan de École des Arts-Décoratifs. Later volgde hij lessen bij Jean-Léon Gérôme en in 1885 studeerde hij uiteindelijk af bij Alexandre Cabanel aan de École des Beaux-Arts. De schilderijen van zijn tijdgenoten Pierre Puvis de Chavannes en Paul Gauguin maakten een diepe indruk op hem. Hij sloot zich aan bij Les Nabis, de groep rond Paul Sérusier, Maurice Denis en Pierre Bonnard. Net als zijn groepsgenoten probeerde hij vernieuwingen aan te brengen in zijn schilderijen.
Toch zag hij in dat zijn grootste talent niet lag in de schilderkunst. Hij verwierf al spoedig roem door zijn originele ontwerpen van wandtapijten. Vooral Gauguin, de schilder naar wie hij het meest opkeek, sprak zijn bewondering hierover uit. In 1893 startte Maillol een tapijtweverij in zijn huis in Banyuls. Hij stelde er vrouwen uit het dorp te werk, onder wie de zusters Clotilde en Angélique Narcisse, en gebruikte zelfbereide kleurstoffen. Door gebrek aan geld, maar vooral door een oogziekte die veroorzaakt was door het weefwerk, werd Maillol gedwongen de tapijtweverij op te geven. Hij ging terug naar Parijs. Clotilde Narcisse volgde hem en werd in juli 1896 zijn echtgenote. In oktober van dat jaar werd hun zoon Lucien (1896-1972) geboren, die schilder werd.
Beeldhouwer
Vanaf 1895 studeerde hij beeldhouwkunst bij Émile-Antoine Bourdelle. Hij begon met terracotta-beelden en vanaf 1900 werkte hij eerst in hout, en later in klei en brons. Zijn eerste belangrijke beeldhouwwerk dateert van 1902. Voor dit beeld van een zittende vrouw was Clotilde het model. In zijn beginjaren poseerde zij vaak voor hem. Later had hij vele andere modellen, tot haar grote jaloezie. Ook in 1902 organiseerde de invloedrijke kunsthandelaar Ambroise Vollard de eerste aan Maillol gewijde expositie.
Nadat hij zijn eigen neoclassicistische stijl gevonden had ontwikkelde hij die nauwelijks verder. Veertig jaar lang bleef zijn werkwijze min of meer dezelfde. Hij beeldde uitsluitend de menselijke figuur uit en dan voornamelijk vrouwelijke naakten, die geïnspireerd zijn door de vroegantieke beeldhouwkunst (vijfde eeuw v.Chr.). Een enkele keer werd ook een mannelijk naakt door hem vereeuwigd, zoals het in opdracht van Harry Graaf Kessler gemaakte beeld 'le Cycliste', waarvoor de Franse wielrenner Gaston Colin model stond. Zijn beelden zijn steeds glad gepolijst. De massiviteit van de vormen staat beweeglijkheid, elegantie en zinnelijkheid niet in de weg.
Maillols figuratieve kunst heeft een belangrijke rol gespeeld in de ontwikkeling van de beeldhouwkunst. Hij volgde niet het impressionisme van Auguste Rodin, al heeft hij wel diens invloed ondergaan. Rodin bewonderde de puurheid van zijn werk. Maillol geldt als een wegbereider voor het werk van andere belangrijke kunstenaars als Jean Arp, Constantin Brâncuși en Henry Moore.
Ander werk
Naast zijn sculpturen maakte hij ook illustraties voor bibliofiele boekuitgaven. In 1927 verscheen de Bucolica van Vergilius, uitgegeven door Harry Kessler en verluchtigd met houtsneden van Maillol. In 1931 volgde Belle Chair van Emile Verhaeren, in 1937 Daphnis en Chloë van Longus', in 1939 Chansons pour elle van Verlaine en in 1950 postuum Les Géorgiques van Vergilius.
Dina Vierny
Toen hij 73 was ontmoette Maillol een meisje uit Moldavië, de toen vijftienjarige Dina Vierny (1919-2009), eigenlijk Dina Aibinder geheten. Ze werd zijn model, muze en platonische vriendin tijdens de laatste tien jaar van zijn leven. Tijdens de Tweede Wereldoorlog sloot ze zich aan bij Varian Fry en gidste antifascistische vluchtelingen door de Pyreneeën. Hoewel Maillol haar politieke opvattingen niet geheel deelde, wees hij haar de smokkelroutes (later bekend gebleven als de "Voie Maillol"). Toen ze wegens deze activiteiten werd gearresteerd, huurde Maillol een advocaat die haar wist vrij te krijgen. In 1943 arresteerde de Gestapo de Joodse Dina opnieuw, maar doordat Maillol zijn contacten aanwendde met Arno Breker, die hij kende sinds diens Parijse jaren 1927-1934, ontkwam ze aan deportatie en werd ze na zes maanden vrijgelaten.
Einde
Aristide Maillol kwam in september 1944 op 82-jarige leeftijd bij een verkeersongeluk om het leven. Tijdens een regenbui slipte en kantelde de auto waarin hij passagier was.

## Postuum
Na de Tweede Wereldoorlog had Maillols reputatie in Frankrijk geleden onder zijn vriendschap met Arno Breker, die Hitlers favoriete beeldhouwer was. Sommigen zagen Maillol als een collaborateur. Dina Vierny, die dankzij die vriendschap aan de Gestapo was ontkomen, streed met succes voor zijn postume eerherstel. Zij had een goede verstandhouding met Maillols vrouw Clotilde, hoewel die bekendstond om haar felle jaloezie jegens al zijn modellen.
Na Clotildes dood in 1952 mocht Dina de erfenis delen met Lucien. Ze werd kunsthandelaar en bleef Maillols werk propageren tot haar dood. In 1966 schonk ze achttien beelden van Maillol aan de Franse staat, die permanent in de Tuilerieën werden opgesteld en ingewijd door André Malraux, toen de minister van cultuur onder president De Gaulle. Ze richtte in Parijs ook het Musée Maillol op, dat zijn deuren opende in 1995. Het is gelegen in de Faubourg Saint-Germain (61, rue de Grenelle). In Banyuls-sur-Mer richtte ze zijn vroegere atelier in als museum. Zijn woonhuis, enkele kilometers buiten het dorp, liet ze restaureren.

## Maillols beelden
In het stadsbeeld
- Banyuls-sur-Mer: La Méditerranée, Monument aux morts
- Céret: Monument aux morts
- Dallas, Trammell Crow Center: Nymph With Flowers
- Elne: Monument aux morts
- Parijs, Jardin des Tuileries: Trois Nymphes, Baigneuse à la draperie, Baigneuse se coiffant (1930), Flore (1910), Île-de-France, Jeune fille allongée (1921), Pomone
- New York, in de Metropolitan Opera: Summer (1910–11), Venus Without Arms (1920),  Kneeling Woman: Monument to Debussy (1950–55).
- Perpignan, Place de la Loge: Vénus
- Port-Vendres: Monument aux morts
- Stuttgart, Schloßplatz: La Nuit (1909)
- Zürich, Talacker: La Rivière (1940-1944)

In Nederlandse en Belgische musea
- Beeldenpark van het Kröller-Müller Museum bij Otterlo: L'Air (1939)
- Openluchtmuseum voor beeldhouwkunst Middelheim in Antwerpen: De Rivier (1939-1943), La Méditerranée(1902)
- Boscotondo in Helmond: La Nymphe (1900), Aglaia

In andere musea
- Metropolitan Museum of Art, New York: Torso of Île-de-France (1910-1921)
- Museum of Fine Arts, Houston: Standing Nude (pastel, 1931), Flora (1910)
- Musée d'Orsay, Parijs: La Méditerranée (1927); Gedenkteken voor Paul Cézanne (1925), Danseres (hout, 1895), De begeerte (lood, 1907)
- Fondation Pierre Gianadda, Martigny: Une Femme (brons)